# Penidiella rigidophora
Penidiella rigidophora är en svampart som beskrevs av Crous, R.F. Castañeda & U. Braun 2007. Penidiella rigidophora ingår i släktet Penidiella och familjen Teratosphaeriaceae.   Inga underarter finns listade i Catalogue of Life.